# تايم كرايسس 3
تايم كرايسس 3 (بالإنجليزية: Time Crisis III)‏، هي لعبة الشوتم أب من نامكو، والجزء الثالث من سلسلة تايم كرايسس، تم عرض اللعبة على صالة الأركيد عام 2002، ومن ثم تم إصدارها على منصة بلاي ستيشن 2 عام 2003.